# Шапни ми на здраво уво
„Шапни ми на здраво уво” је југословенски телевизијски филм из 1970. године. Режирао га је Петар Теслић а сценарио је написао Вилијам Ханлеј.

## Улоге
| Глумац                | Улога |
| --------------------- | ----- |
| Милутин Бутковић      |       |
| Слободан Цица Перовић |       |